# Буиссон, Фернан
Фернан Буиссон (фр. Fernand Bouisson; 16 июня 1874, Константина, Алжир — 28 декабря 1959, г. Антиб) — французский политик,  и государственный деятель, в течение недели, с 1 июня 1935 по 7 июня 1935 года, возглавлял Совет министров Третьей французской республики.

## Биография
Фернан Буиссон родился в Африке, в Алжире, в городе Константина 16 июня 1874 года. В молодости был регбистом, выступал за команды «Олимпик» (Марсель) и «Стад Франсе» (Париж). Его имя в своё время носил марсельский стадион «Стад де л’Ювеон».
Свою политическую карьеру Буиссон начал в 1906 году в должности мэра города Обань расположенного востоку от Марселя в департаменте Буш-дю-Рон.
С 1909 по 1940 год занимал во французском парламенте должность депутата от департамента Буш-дю-Рон.
В 1918—1919 годах Фернан Буиссон, во втором кабинете министров Жоржа Клемансо, занимал должность уполномоченного по делам военно-морского флота и морской транспортной отрасли.
С 11 января 1927 до 1 июня 1935 года был председателем Палаты депутатов, поставив рекорд пребывания на этом посту в период Третьей республики. 1 июня 1935 года ему было поручено сформировать собственный кабинет, где он взял себе портфель министра внутренних дел. Однако его правительство просуществовало всего неделю из-за непримиримости оппозиции по поводу кандидатуры Жозефа Кайо на посту министра финансов и поставило рекорд по краткости своего существования в Третьей республике. 
Помимо этого с 1928 по 1934 год Буиссон был президентом Межпарламентского союза. С 19 мая 1935 года по 1 декабря 1942 года был мэром города Ла-Сьота. Входил в состав совета директоров газеты L'Œuvre.
31 мая 1936 года, после того, как Народный фронт одержал уверенную победу на выборах, Фернан Буиссон был вынужден выйти в отставку. После прихода к власти Анри Филиппа Петена, Фернан Буиссон самоустранился от политической жизни страны.
Фернан Буиссон скончался 28 декабря 1958 года в городе Антиб. Похоронен на местном кладбище Рабиак.
Под именем президента Бюиттона выведен в романах «Люди доброй воли» Жюля Ромена и Terminus Marseille Франсуа Томазо.